# イ・ジャスミン
イ・ジャスミン（朝鮮語:이자스민、1977年1月6日 - ）は、フィリピン生まれの韓国の俳優で政治家である。

## 人物
1977年1月6日、マニラに生まれる。出生時の名前は、Jasmine Bacurnay y Villanueva である。1994年、アテネオ・デ・ダバオ大学に入学する。その時、韓国人航海士のイ・ドンホと会い、1996年に結婚する。
1998年、大韓民国の国籍を取得する。移民女性のボランティア団体「一滴の水を分け合う会」の事務局長になる。2006年より、KBSテレビの番組のパネラーとなる。また、『義兄弟 SECRET REUNION』（2010年）、『ワンドゥギ』（2011年）などの映画に出演した。
2012年4月12日、第19代総選挙にてセヌリ党候補から立候補し、当選する。韓国以外の国から韓国に帰化した人で初の国会議員となる。
第20代総選挙では、党の公認が取れず議員の座を退く。その後、自由韓国党を経て2019年11月に正義党へ入党した。
第21代総選挙では名簿順位9番で落選したが、正義党議員の李恩周が2024年1月25日に議員を辞任したため、同月29日に繰り上げ当選することとなった。